# Cum primum

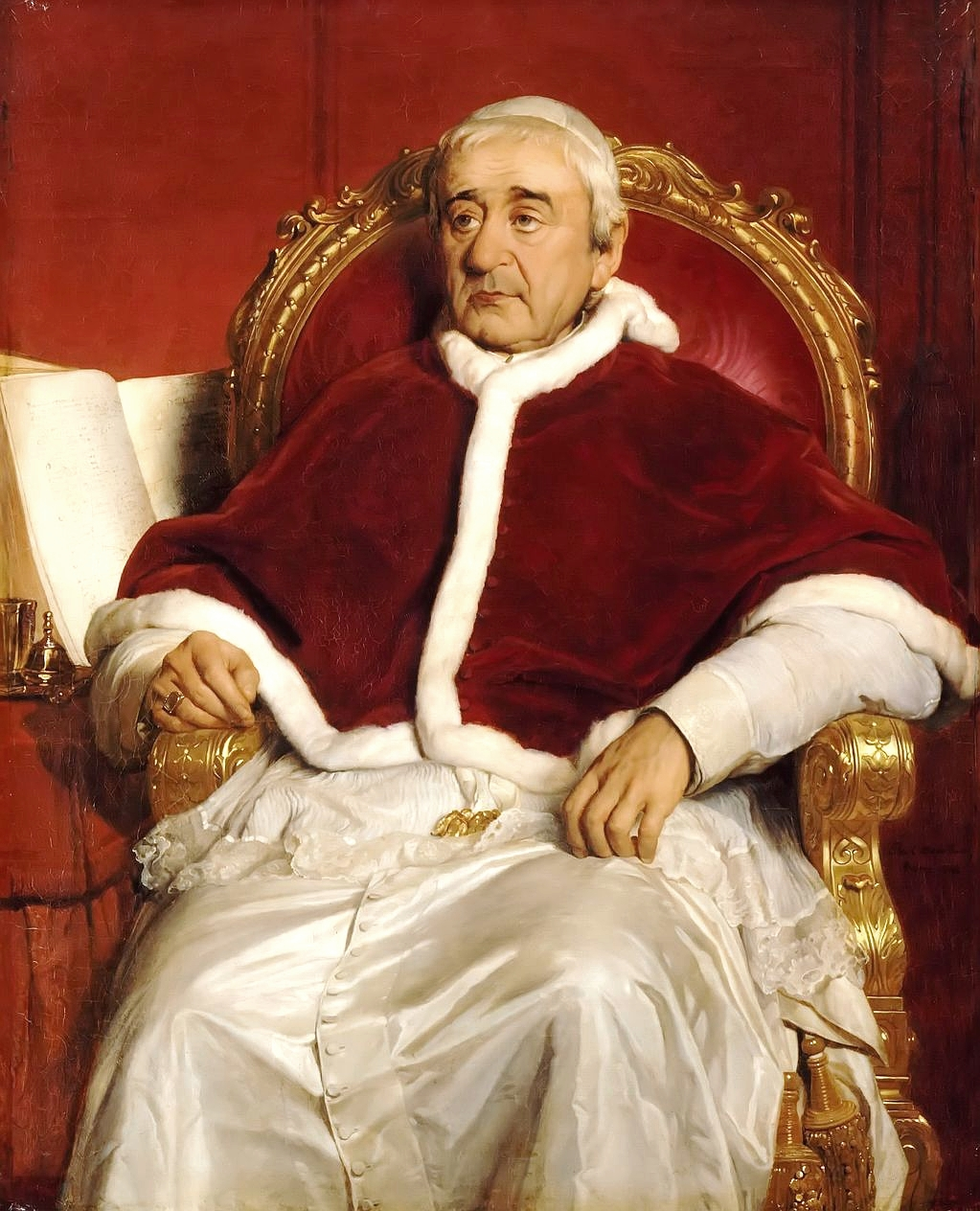
Papież Grzegorz XVI autor encykliki potępiającej powstanie listopadowe w Polsce

Cum primum – encyklika papieża Grzegorza XVI wydana 9 czerwca 1832, potępiająca uczestników powstania listopadowego.

## Tło
Władze Państwa Kościelnego, zagrożonego rozwojem ruchów liberalno-demokratycznych na Półwyspie Apenińskim, pragnęły zachować poprawne stosunki z Imperium Rosyjskim, będącym podporą Świętego Przymierza. W związku z powyższym Stolica Apostolska postanowiła spełnić oczekiwania Rosjan. Papież, na prośbę posła rosyjskiego przy Stolicy Apostolskiej - Grigorija Iwanowicza Gagarina, wydał 15 lutego 1831 brewe Impensa charitas. Dokument był adresowany do polskich biskupów i wzywał ich do zaniechania angażowania się w działalność powstańczą oraz  zachęcał do głoszenia posłuszeństwa wobec cara. Brewe to nigdy nie zostało ogłoszone, ponieważ feldmarszałek Iwan Dybicz uznał je za niezbyt stanowcze.

## Encyklika
Już po upadku powstania i zniesieniu autonomii Królestwa Polskiego przez wprowadzenie Statutu Organicznego, feldmarszałek Iwan Paskiewicz, za pośrednictwem Pawła Straszyńskiego, podjął starania, by władze rosyjskie uzyskały w kurii rzymskiej brewe potępiające powstańców. Minister spraw zagranicznych Rosji Karl Robert Nesselrode wystosował 4 maja 1832 do posła Gagarina depeszę, w której pisał, że Mikołaj I uznaje, iż wpływ duchowieństwa katolickiego, tak potężny w Polsce, mógłby, gdyby był pokierowany w myśl zapatrywań roztropnych i dobroczynnych, użyczyć rządowi bardzo silnej i bardzo wydatnej pomocy.
Tekst encykliki Cum primum, autorstwa papieża, został jeszcze przeredagowany przez posła Gagarina. Grzegorz XVI, by zatrzeć podejrzenie, że wydanie nowej encykliki zostało na nim wymuszone, postanowił wysłać jej tekst nie tak, jak to było w zwyczaju, czyli za pośrednictwem rządu rosyjskiego, lecz przez nuncjaturę wiedeńską wprost do biskupów polskich.

## Echa
Publikacja encykliki Cum primum wywołała powszechne oburzenie i wielkie uprzedzenia Polaków do papiestwa, czego ślady pozostały w twórczości polskich pisarzy romantycznych (Mickiewicz, Słowacki). Była niewygodna przede wszystkim dla konserwatywnego obozu Hotelu Lambert ks. Adama Jerzego Czartoryskiego. Grupa katolików ze zmartwychwstańcem Bogdanem Jańskim  starała się o usunięcie nieufności między społeczeństwem polskim a papiestwem, wywołanej przez encyklikę. Ostatecznie jednak papież jedynie wniósł przekonanie, że żałuje wydania encykliki, jednak urzędowo jej nie przekreślił.
W 1837 roku w czasie swej misji w Rzymie hrabia Władysław Zamoyski został przyjęty na 2 audiencjach prywatnych przez Grzegorza XVI. Papież wyjaśnił Zamoyskiemu, że został wprowadzony w błąd: Przecież nigdy was nie ganiłem, Jam tylko was nie zrozumiał, to prawda. Ale, czyście wy myśleli, walcząc, aby i mnie dokładnie poinformować o wszystkim? ... Zgodziłem się na ten list do biskupów (encyklikę), bo mi zagrożono, że w przeciwnym razie zacznie się od biskupów deportacja na Sybir.